# Legendrena
Genre
Legendrena est un genre d'araignées aranéomorphes de la famille des Gallieniellidae.

## Distribution
Les espèces de ce genre sont endémiques de Madagascar.

## Liste des espèces
Selon World Spider Catalog (version 17.5, 21/10/2016) :
- Legendrena angavokely Platnick, 1984
- Legendrena perinet Platnick, 1984
- Legendrena rolandi Platnick, 1984
- Legendrena rothi Platnick, 1995
- Legendrena spiralis Platnick, 1995
- Legendrena steineri Platnick, 1990
- Legendrena tamatave Platnick, 1984

## Étymologie
Ce genre est nommé en l'honneur de Roland Legendre.

## Publication originale
- Platnick, 1984 : Studies on Malagasy spiders, 1. The family Gallieniellidae (Araneae, Gnaphosoidea). American Museum Novitates, no 2801, p. 1-17 (texte intégral).